# 兜率三圣

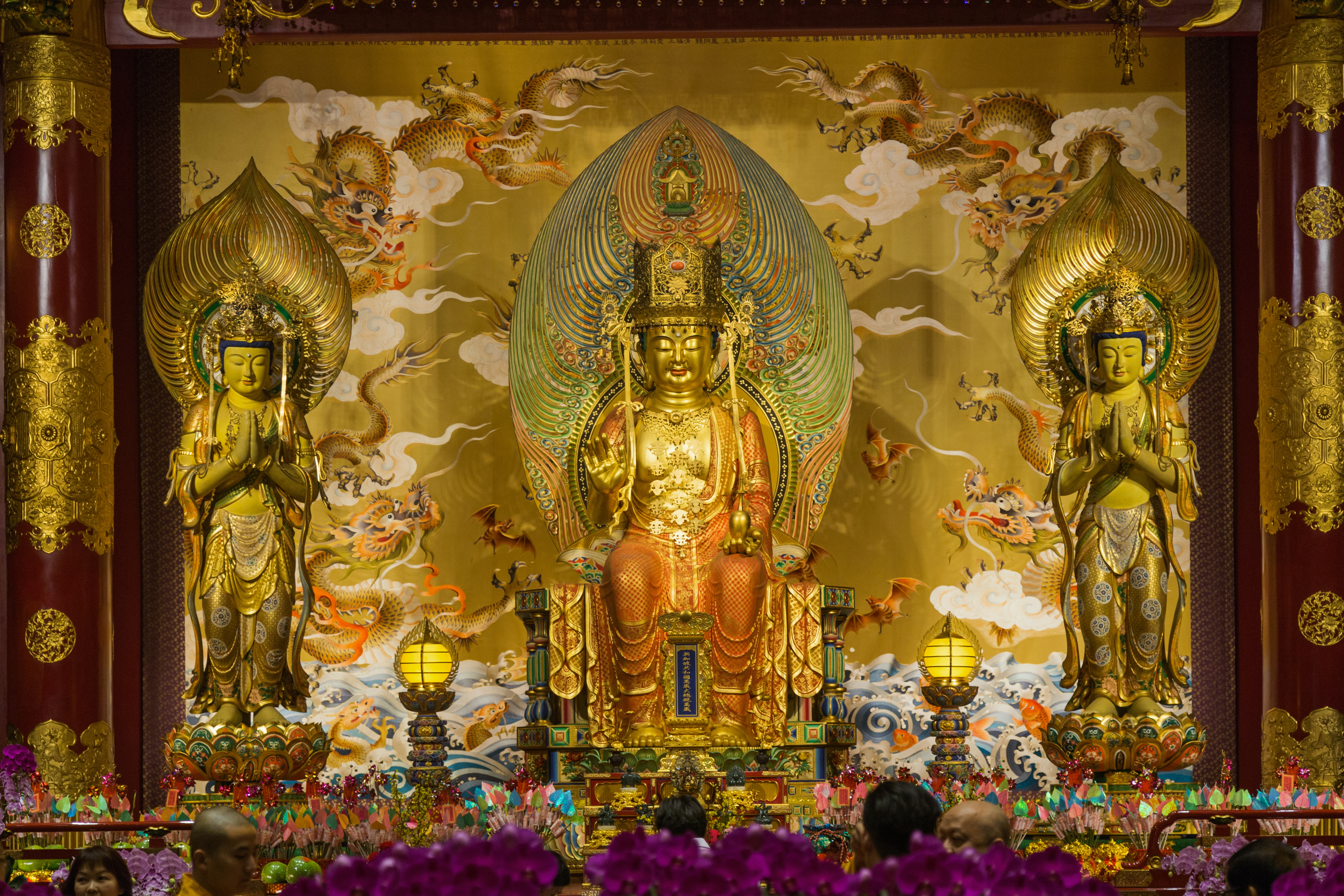
新加坡佛牙寺龙华院供奉的弥勒三尊

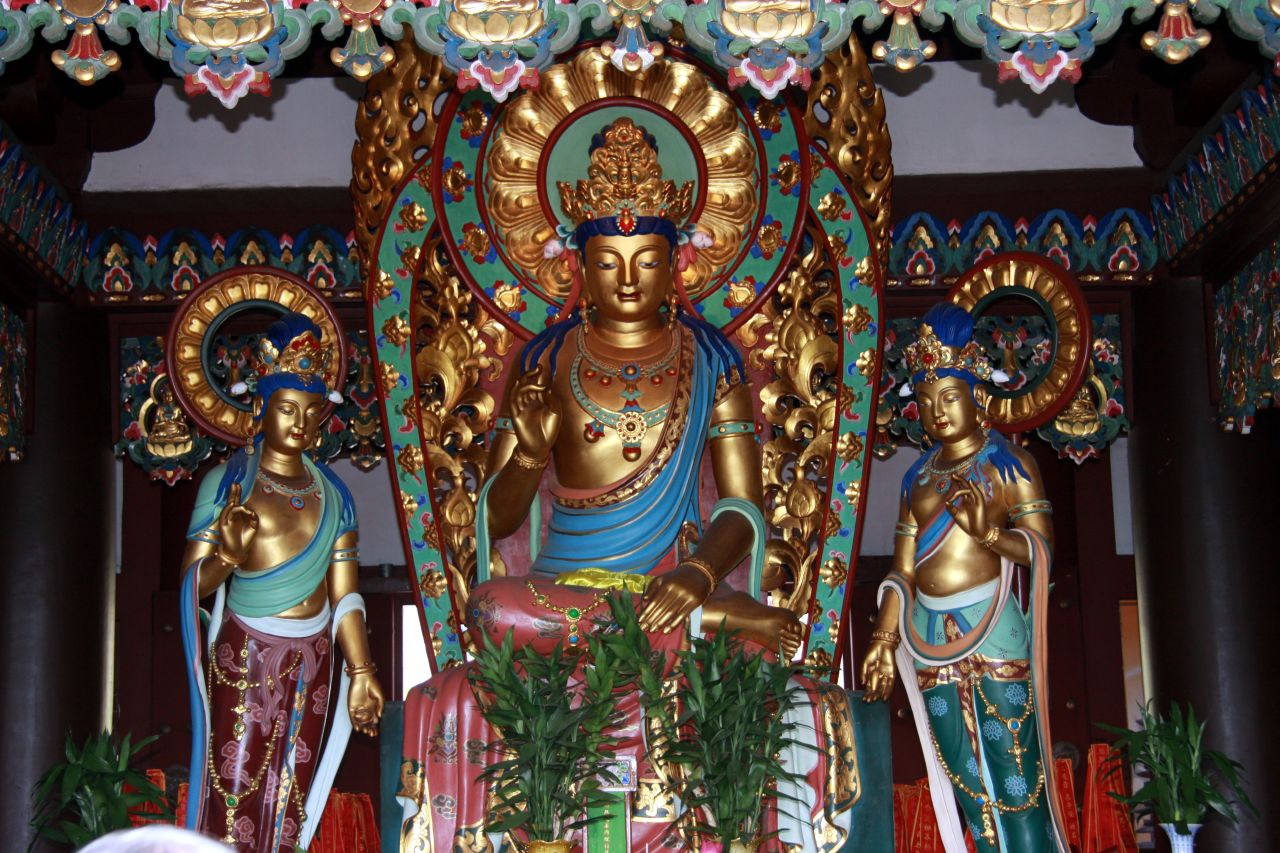
三亚南山寺的兜率三圣像

兜率三圣，又称弥勒三尊、弥勒三圣，是兜率天的三位菩萨，主尊为弥勒菩萨，左胁侍法华林菩萨（又名法音輪菩薩），右胁侍大妙相菩萨。
自宋代的大肚弥勒佛出现之后，兜率三圣在中国寺院中较为罕见。在海南省三亚市的南山寺、浙江省宁波市的雪窦寺和台湾南投縣竹山鎮大慈山弥勒道场均供奉有兜率三圣。

## 佛经记载
唐代金剛智所翻譯之《吽迦陀野儀軌》則記載有一「隨心曼荼羅」，其中尊為彌勒，左方為法音輪菩薩，右方為大妙相菩薩，四方則為四大天王。

## 形象造型
- 弥勒佛：
  - 头戴天冠，呈倚坐像。
  - 结说法印，两手持莲花，右边莲花上有法轮，左边莲花上有贤瓶。

- 法华林菩萨：
  - 右手持金轮，左手扶住轮的一角。

- 大妙相菩萨：
  - 右手执毛笔，左手持莲枝[5][6]。

## 图库

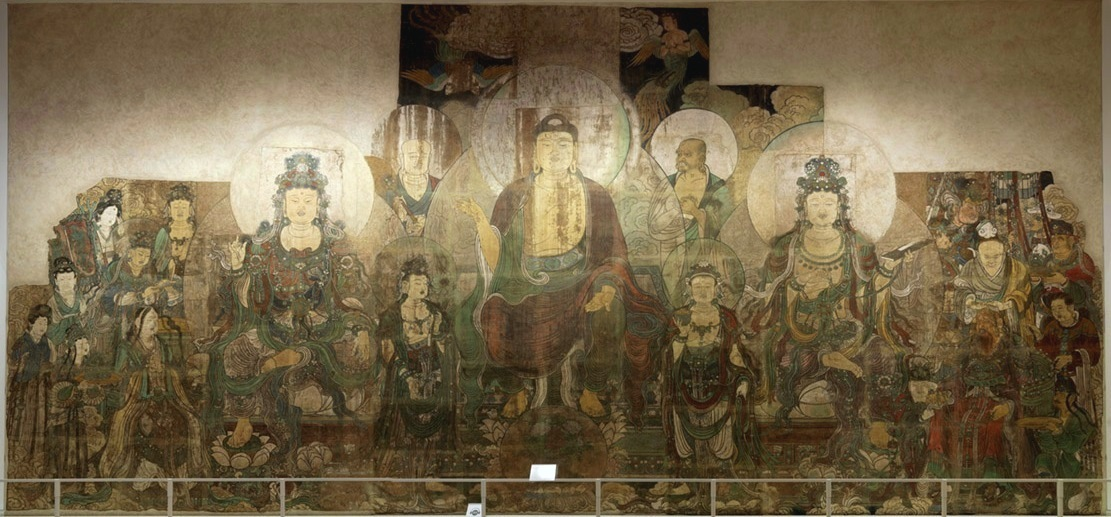
《弥勒说法图（英语：Paradise of Maitreya）》壁画，原本在山西省稷山县兴化寺，现藏于加拿大皇家安大略博物館。
- 雪竇寺中僧人唸經，视频中所供奉佛像为兜率三圣。